# Liste der Beiträge für den besten fremdsprachigen Film für die Oscarverleihung 1995
Die folgenden 46 Filme, alle aus verschiedenen Ländern, waren Vorschläge in der Kategorie Bester fremdsprachiger Film für die Oscarverleihung 1995. Die hervorgehobenen Titel waren die fünf letztendlich nominierten Filme, welche aus den Ländern Belgien, Kuba, Mazedonien, Taiwan sowie den resultierenden Gewinner Die Sonne, die uns täuscht aus Russland stammten.
Zum ersten Mal gab es Vorschläge aus Bosnien, Guatemala, Kambodscha, Mazedonien, Serbien und Belarus. Ebenso nahmen die Slowakei sowie Tschechien zum ersten Mal getrennt am Wettbewerb teil, auch wenn keiner dieser Beiträge nominiert wurde. Des Weiteren nahmen auch in diesem Jahr alle fünf der Nachfolgestaaten von Jugoslawien am Wettbewerb teil.
Vom polnischen Regisseur Krzysztof Kieślowski wurden zwei Filme jeweils für Polen und der Schweiz aus seiner Drei-Farben-Trilogie eingereicht. Der frühe Schweizer Favorit Rot wurde jedoch von der Academy disqualifiziert mit der Begründung, dass der Film zum Großteil von Frankreich produziert wurde, obwohl der Film eine große schweizerische Besetzung aufweist und die Handlung ebenfalls in diesem Land stattfindet. Der Film war jedoch in anderen Kategorien erfolgreich und ergatterte sich drei Nominierungen für die Beste Regie, die Beste Kamera und das Beste adaptierte Drehbuch.

## Beiträge
| Land                    | Deutscher Verleihtitel                | Originaltitel                                     | Sprache(n)                       | Regisseur(e)                            | Ergebnis        |
| ----------------------- | ------------------------------------- | ------------------------------------------------- | -------------------------------- | --------------------------------------- | --------------- |
| Ägypten                 | Das Land der Träume                   | أرض الأحلام (Ard el ahlam)                        | Arabisch                         | Daoud Abdel Sayed                       | Nicht Nominiert |
| Algerien                | Oktober in Algier                     | Automne... Octobre à Alger                        | Arabisch                         | Malik Lakhdar-Hamina                    | Nicht Nominiert |
| Argentinien             | Schon bald wirst du ein Schatten sein | Una Sombra ya pronto serás                        | Spanisch                         | Héctor Olivera                          | Nicht Nominiert |
| Bulgarien               | Ivan und Abraham                      | Moi Ivan, toi Abraham                             | Jiddisch, Polnisch, Russisch     | Yolande Zauberman                       | Nicht Nominiert |
| Belgien                 | Farinelli                             | Farinelli, Il Castrato                            | Französisch, Italienisch         | Gérard Corbiau                          | Nominiert       |
| Bosnien und Herzegowina | Magarece godine                       | Magarece godine                                   | Serbokroatisch                   | Nenad Dizdarević                        | Nicht Nominiert |
| Chile                   | Gedächtnisschwund                     | Amnesia                                           | Spanisch                         | Gonzalo Justiniano                      | Nicht Nominiert |
| Dänemark                | Carl, meine Kindheit auf Fünen        | Min fynske barndom                                | Dänisch                          | Erik Clausen                            | Nicht Nominiert |
| Deutschland             | Das Versprechen                       | Das Versprechen                                   | Deutsch                          | Margarethe von Trotta                   | Nicht Nominiert |
| Frankreich              | Wilde Herzen                          | Les Roseaux Sauvages                              | Französisch                      | André Téchiné                           | Nicht Nominiert |
| Guatemala               | Netos Schweigen                       | El Silencio de Neto                               | Spanisch                         | Luis Argueta                            | Nicht Nominiert |
| Hongkong                | The Day the Sun Turned Cold           | 天国逆子 (Tian guo ni zi)                         | Mandarin                         | Yim Ho                                  | Nicht Nominiert |
| Indien                  | Bandit Queen                          | बैन्डिट क्वीन (Bandit Queen)                           | Hindi                            | Shekhar Kapur                           | Nicht Nominiert |
| Iran                    | Quer durch den Olivenhain             | زیر درختان زیتون (Zire darakhatan zeyton)         | Persisch                         | Abbas Kiarostami                        | Nicht Nominiert |
| Island                  | Movie Days                            | Bíódagar                                          | Isländisch                       | Friðrik Þór Friðriksson                 | Nicht Nominiert |
| Israel                  | Sh'Chur                               | שחור (Sh'Chur)                                    | Hebräisch                        | Shmuel Hasfari                          | Nicht Nominiert |
| Italien                 | Lamerica                              | Lamerica                                          | Italienisch, Albanisch           | Gianni Amelio                           | Nicht Nominiert |
| Japan                   | Pom Poko                              | 平成狸合戦ぽんぽこ (Heisei Tanuki Gassen Pompoko) | Japanisch                        | Isao Takahata                           | Nicht Nominiert |
| Kambodscha              | Das Reisfeld                          | Neak sre                                          | Khmer                            | Rithy Panh                              | Nicht Nominiert |
| Kanada                  | Meine Freundin Max                    | Mon Amie Max                                      | Französisch                      | Michel Brault                           | Nicht Nominiert |
| Kolumbien               | Die Strategie der Schnecke            | La Estrategia del caracol                         | Spanisch                         | Sergio Cabrera                          | Nicht Nominiert |
| Kroatien                | Rückkehr nach Vukovar                 | Vukovar se vraca kuci                             | Serbokroatisch                   | Branko Schmidt                          | Nicht Nominiert |
| Kuba                    | Erdbeer und Schokolade                | Fresa y Chocolate                                 | Spanisch                         | Tomás Gutiérrez Alea, Juan Carlos Tabío | Nominiert       |
| Nordmazedonien          | Vor dem Regen                         | Пред дождот (Pred dozhdot)                        | Mazedonisch, Albanisch, Englisch | Milčo Mančevski                         | Nominiert       |
| Mexiko                  | Principio y fin                       | Principio y fin                                   | Spanisch                         | Arturo Ripstein                         | Nicht Nominiert |
| Niederlande             | 06                                    | 06                                                | Niederländisch                   | Theo van Gogh                           | Nicht Nominiert |
| Norwegen                | Ein Sommer voller Geheimnisse         | Ti kniver i hjertet                               | Norwegisch                       | Marius Holst                            | Nicht Nominiert |
| Österreich              | Ich gelobe                            | Ich gelobe                                        | Deutsch                          | Wolfgang Murnberger                     | Nicht Nominiert |
| Peru                    | Sin compasión                         | Sin compasión                                     | Spanisch                         | Francisco José Lombardi                 | Nicht Nominiert |
| Polen                   | Drei Farben: Weiß                     | Trzy kolory. Biały                                | Polnisch, Französisch            | Krzysztof Kieślowski                    | Nicht Nominiert |
| Portugal                | Três Palmeiras                        | Três Palmeiras                                    | Portugiesisch                    | João Botelho                            | Nicht Nominiert |
| Puerto Rico             | Linda Sara                            | Linda Sara                                        | Spanisch                         | Jacobo Morales                          | Nicht Nominiert |
| Rumänien                | Pepe și Fifi                          | Pepe și Fifi                                      | Rumänisch                        | Dan Pița                                | Nicht Nominiert |
| Russland                | Die Sonne, die uns täuscht            | Утомлённые солнцем (Utomljonnyje solnzem)         | Russisch                         | Nikita Michalkow                        | Gewonnen        |
| Schweden                | Der letzte Tanz                       | Sista Dansen                                      | Schwedisch                       | Colin Nutley                            | Nicht Nominiert |
| Schweiz                 | Drei Farben: Rot                      | Trois Couleurs: Rouge                             | Französisch                      | Krzysztof Kieślowski                    | Disqualifiziert |
| Serbien                 | Vukovar, jedna priča                  | Вуковар, једна прича (Vukovar, jedna prica)       | Serbokroatisch                   | Boro Drašković                          | Nicht Nominiert |
| Slowakei                | Andel milosrdenství                   | Andel milosrdenství                               | Tschechisch, Slowakisch          | Miloslav Luther                         | Nicht Nominiert |
| Slowenien               | Morana                                | Morana                                            | Slowenisch                       | Aleš Verbič                             | Nicht Nominiert |
| Spanien                 | Canción de cuna                       | Canción de cuna                                   | Spanisch                         | José Luis Garci                         | Nicht Nominiert |
| Südkorea                | Hollywood Kid Eu Saeng-ae             | 헐리우드 키드의 생애 (Hollywood Kid Eu Saeng-ae)  | Koreanisch                       | Chung Ji-young                          | Nicht Nominiert |
| Taiwan                  | Eat Drink Man Woman                   | 飲食男女 (Yǐn Shí Nán Nǚ)                         | Mandarin                         | Ang Lee                                 | Nominiert       |
| Tschechien              | Faust                                 | Faust                                             | Tschechisch                      | Jan Švankmajer                          | Nicht Nominiert |
| Türkei                  | Manisa Tarzanı                        | Manisa Tarzanı                                    | Türkisch                         | Orhan Oğuz                              | Nicht Nominiert |
| Ungarn                  | Woyzeck                               | Woyzeck                                           | Ungarisch                        | János Szász                             | Nicht Nominiert |
| Venezuela               | Klopft an meine Tür                   | Golpes a mi puerta                                | Spanisch                         | Alejandro Saderman                      | Nicht Nominiert |